# 大森美紀子
大森 美紀子（おおもり みきこ、1961年4月29日 - ）は日本の舞台女優。東京都出身。
雙葉学園（幼稚園〜高校）、玉川大学卒業。大学在学中に早稲田大学の学生劇団「てあとろ50'」に入団。演劇集団 円養成所を経て、学生劇団の同期であった成井豊が代表を務める演劇集団キャラメルボックスに1985年に入団。所属事務所はナッポスユナイテッド。夫は同劇団の西川浩幸(2001年結婚)。円養成所では福澤朗と同期であった。

## 主な出演

### テレビドラマ
- 誰かが扉を叩いている
- のだめカンタービレ
- てるてるあした
- 雨と夢のあとに
- 愛と死をみつめて
- 生徒諸君!

### ラジオドラマ
- FMシアター（NHK-FM）
  - 『2233歳』（2013年3月16日）[2]
  - 『坂多き 僕らの町に 照り降り雨』（2024年11月2日）[3]
- 青春アドベンチャー（NHK-FM）
  - 山のスケッチブック（2025年6月30日 - 7月4日）[4]
    - 第1回『やまびこがかり』（2025年6月30日）[5] - ナツミ 役
    - 第3回『父のレコード』（2025年7月2日）[6] - アキコ 役

### 舞台

#### 演劇集団キャラメルボックス
太字は主演作品
- 『地図屋と銀ライオン(1986年、つなみ) - 旗揚げ公演。本来旗揚げメンバーの真柴あずきがする予定だったが、公演寸前で交代となった。[7]
- 『百万年ピクニック』(1987年、まりな)
- 『グッドナイト将軍』(1988年、わたる)
- 『不思議なクリスマスのつくりかた』(1988年・1990年・1996年、チャーリー・ブラウン)
- 『銀河旋律』(1989年・1992年・1999年・2002年、はるか)
- 『スケッチブック・ボイジャー』(1988年・1989年・1995年・2005年、のはら)
- 『サンタクロースが歌ってくれた』(1989年・1992年、ゆきみ/1997年・2010年、奥様)
- 『広くてすてきな宇宙じゃないか』(1990年・1992年・1999年・2005年・2012年、おばあちゃん) - 2012年のみ石川寛美・坂口理恵とトリプルキャスト[8]
- 『四月になれば彼女は』(1993年・2002年、麻子)
- 『ケンジ先生』(1996年・1998年・2013年、ママ) - 2013年はどんぐりキャスト
- 『ブラック・フラッグ・ブルーズ』(1997年、マリナ)
- 『ミスター・ムーンライト<月光旅人>』(2001年、取手部長)
- 『トリツカレ男』(2007年、オルガ)
- 『容疑者Xの献身』(2009年、米沢)
- 『エンジェル・イヤーズ・ストーリー』(2009年、三沢詠子)
- 『ヒア・カムズ・ザ・サン』(2011年、輝子)
- 『流星ワゴン』(2011年、永田梯子)
- 『無伴奏ソナタ』(2012年・2014年、カレン/デニス)
- 『キャロリング』(2012年、西山英代)
- 『雨と夢のあとに』(2013年、水村/波代)
- 『鍵泥棒のメソッド』(2014年・2017年、水嶋京子)
- 『カレッジ・オブ・ザ・ウィンド』(2015年、松倉)
- 『BREATH』(2015年、新居浜文子)
- 『彼は波の音がする』(2016年、白浜邦子/ベガ)
- 『彼女は雨の音がする』(2016年、白浜邦子)
- 『ティアーズライン』(2017年上演予定)

#### 客演
- 『天国から北へ3キロ』(加藤昌史プロデュース)
- 『ザ・中学教師』(プラチナペーパーズ)
- 『ファンレターズ』(じんのひろあきプロデュース)
- 『お願い』(ラックシステム)
- 『空の音~2006~』(Skyfish)
- 『なんせんす』(あんぽんたん組合)
- 『ワンダーガーデン』(玉造小劇店)
- 『虚言の城の王子』(空想組曲)
- 『ハックルベリーにさよならを』(2013年、短い演劇推薦委員会)
- 『ヒア・カムズ・ザ・サン』(2014年、スカイロケット)
- 『みえない雲』(2014年、MINAMOZA)
- 『ナミヤ雑貨店の奇蹟』(2016年) - 皆月良子/川辺ミドリ役
- 『ぐりっぐるっぐらっ』(2017年、BOOWHOWOOL)
- 『みーちゃんの復活』（2024年、渡辺源四郎商店）[9]

### CM
- 救心製薬 - 西川浩幸と夫婦共演

## みき丸
1988年に創刊した劇団の会報誌「ハテナ気象台」にて、チケット代が安くて予算が無い為に、当時制作チーフだった大森美紀子が自らブタのイラストを描いた事で誕生した劇団のマスコット。
現在では毎公演ごとに公演内容に沿った服装を来たみき丸が飾られ、Tシャツ・絵本・ピンバッジ・ストラップなどグッズも定期的に増えている。また、近年は劇場近くの飲食店と提携して「みき丸パン」も数量限定で作られている。
2013年で「ハテナ気象台」が100号を迎えた事を記念にぶたアート展が開催され、Facebookに制作されたページに100号で乗せられた劇団員のぶたアートや投稿されたぶたアートを公開している。

## 参考
1. ↑  “白河桃子『同級生は劇団キャラメルボックスの創設メンバーです！』”. 白河桃子オフィシャルブログPowered by Ameba. 2022年5月11日閲覧。
2. ↑  “FMシアター 2013年 放送済みの作品”. NHK. NHKオーディオドラマ.   日本放送協会. 2024年11月3日閲覧。
3. ↑  “『坂多き 僕らの町に 照り降り雨』”. NHK. FMシアター.   日本放送協会. 2024年11月3日閲覧。
4. ↑  “青春アドベンチャー 『山のスケッチブック』（2025年6月30日 - 7月4日 放送)”.   NHK 日本放送協会. 2025年5月30日閲覧。
5. ↑  “「山のスケッチブック」 (1)”. NHK. 青春アドベンチャー.   日本放送協会. 2025年7月1日閲覧。
6. ↑  “「山のスケッチブック」 (3)”. NHK. 青春アドベンチャー.   日本放送協会. 2025年7月3日閲覧。
7. ↑  加藤昌史『拍手と言う花束のために』ロゼッタストーン、2005年初版、24頁より引用
8. ↑  “キャラメルボックス・サポーターズ・クラブ 結成20周年記念公演 『広くてすてきな宇宙じゃないか』公式サイト”.  演劇集団キャラメルボックス. 2012年9月19日閲覧。
9. ↑  “劇場で演じるオーディオドラマ、うさぎ庵「みーちゃんの復活」”. ステージナタリー.   ナターシャ (2024年3月13日). 2024年3月13日閲覧。
10. ↑  加藤昌史『拍手と言う花束のために』ロゼッタストーン、2005年初版、35頁より引用
11. ↑  “劇団総指揮加藤昌史ブログ『神戸限定!!みき丸パン』2007年11月18日”.  加藤昌史. 2012年9月20日閲覧。
12. ↑  “ぶたアート募集!!”.  演劇集団キャラメルボックス. 2013年7月18日閲覧。